# احشام خسروخان
احشام خسروخان یک روستا در ایران است که در دهستان درآگاه واقع شده‌است. احشام خسروخان ۳۹ نفر جمعیت دارد.